# Etheostoma lugoi
La perca de toba (Etheostoma lugoi) es una especie de pez dulceacuícola endémico de Cuatro Ciénegas, Coahuila.

## Clasificación y descripción
Es un pez de la familia Percidae del orden Perciformes. Es un pez pequeño que alcanza una 3.6 mm de longitud patrón. Es un pez de cuerpo delgado y hocico moderadamente puntiagudo. Su coloración es blanquecina con el pecho gris azulado; presenta barras y monturas en los costados de color verde oliva claro con manchas dispersas en filas horizontales no organizadas. Las hembras suelen ser más grandes que los machos, quienes además presentan una coloración más intensa. Los machos pueden llegar alcanzar los 3,5 cm de longitud total.

## Distribución
Este pez es endémico del río Mesquites y sus tributarios, especialmente el río Puente Chiquito, en el Bolsón de Cuatro Ciénegas, Coahuila.

## Ambiente
La perca de toba habita en áreas de bancos y estromatolitos de toba sin vegetación de efluentes de manantiales y arroyos alimentados por manantiales.

## Estado de conservación
No se conoce el estado de conservación de esta especie. Este pez se encuentra enlistado en la Norma Oficial Mexicana 059 (NOM-059-SEMARNAT-2010) como especie en Peligro de Extinción (E); no ha sido evaluada por la Unión Internacional para la Conservación de la Naturaleza (UICN), por lo que no se encuentra enlistada en la Lista Roja.